# بسته روی یک بسته

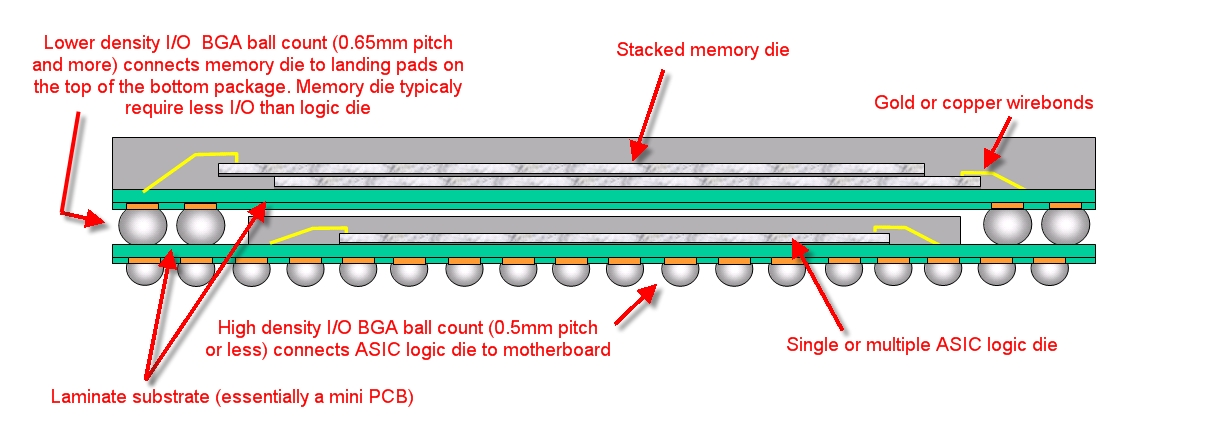
منطقی معمولی به همراه حافظه PoP پشته، مشترک برای SoC‌های تلفن همراه یا مودم‌های باندپایه ازسال ۲۰۰۵ به بَعد

بسته روی یک بسته (PoP) (به انگلیسی: Package on a package) یک روش بسته‌بندی مدار مجتمع برای ترکیب به‌طورعمودی بسته‌های منطقی گسسته و آرایه مشبک توپی حافظه (BGA) است. دو یا چند بسته روی هم نصب می‌شوند، یعنی روی‌هم پُشته می‌شوند، با یک رابط استاندارد برای مسیریابی سیگنال‌ها بین آنها. این تراکم افزاره‌های بالاتر در دستگاه‌هایی مانند تلفن‌های همراه، دستیارهای دیجیتال شخصی (PDA) و دوربین‌های دیجیتال، را به قیمت ارتفاع کمی بالاتر مورد نیاز، فراهم می‌کند. پشته‌هایی با بیش از ۲ بسته، به دلیل ملاحظات اتلاف گرما، غیر معمول هستند.

## پیشینه
در سال ۲۰۰۱، یک تیم تحقیقاتی توشیبا شامل تی ایموتو، ام ماتسوی‌شی و چی تاکوبو فرایند بَندزنی ویفر «ماژول بلوک سیستم» را برای تولید صنعتی بسته‌های مدار مجتمع سه بعدی (آی‌سی 3D) توسعه دادند. اولین استفاده تجاری شناخته شده از تراشهٔ بسته-روی-بسته سه‌بُعدی در کنسول بازی دستی پلی‌استیشن همراه (PSP) سونی بود که در سال ۲۰۰۴ منتشر شد. سخت‌افزار PSP شامل حافظه‌های ئی‌دی‌رم (دی‌رَم تعبیه‌شده) است که توسط توشیبا در یک تراشه بسته‌بندی سه‌بعدی با دو دای به صورت عمودی پشته شدند. توشیبا در آن زمان آن را «دی‌رَم نیمه-تعبیه‌شده» نامید، اما بعداً آن را یک نتیجه پشته‌شدهٔ «تراشه-روی-تراشه» (CoC) نامید.
در آوریل ۲۰۰۷، توشیبا یک بسته تراشه سه‌بعدی هشت لایه، ۱۶ گیگابایتی را تجاری کرد. تراشه حافظه فلش نَند تعبیه‌شده تیگام که با هشت تراشه‌های فلش نَند ۲ گیگابایتی انباشته‌شده ساخته شده‌است. در همان ماه، U.S. Patent ۷٬۹۲۳٬۸۳۰ («ماژول ایمن بسته-روی-بسته دارای توری ضددستکاری در زیرلایه بسته بالایی») توسط استیون ام پوپ و روبن سی زتا از مَکزیم اینتگریتد ثبت شد. در سپتامبر ۲۰۰۷، هاینیکس سمیکنداکتور فناوری بسته‌بندی ۳بعدی ۲۴ لایه را با تراشه حافظه فلش ۱۶ گیگابایتی معرفی کرد که با ۲۴ تراشه فلش NAND پشته‌شده با استفاده از فرایند بَندزنی ویفر ساخته‌شد.

## مطالعه بیشتر
- Innovations push Package on Package into new markets, Flynn Carson, Semiconductor International, آوریل ۲۰۱۰
- Practical Components PoP Samples and Test Boards (daisy chains)
- Package-on-Package: The Story Behind This Industry Hit (Semiconductor International, 2007-06-01)
- Package-on-package is killer app for handsets (EETimes Article July 2008)
- "POP" Goes the Future (Assembly Magazine, 2008-09-30)
- Package on Package: Top and Bottom PoP Technologies
- PoP Solder Balling (Circuits Assembly Magazine, دسامبر ۲۰۱۰)
- The BeagleBoard uses a PoP processor
- Killer app for cell handsets EETimes 2008-10-20
- TMV: An ‘Enabling’ Technology for Next-Gen PoP Requirements Semicon International 2008-11-04[پیوند مرده]
- Rolling with Solder Balls (Circuits Assembly Magazine, اکتبر ۲۰۱۰)
- Don't Drown the Part! (Circuits Assembly Magazine, اوت ۲۰۱۰)
- POP (Package On Package): An Ems Perspective On Assembly, Rework And Reliability 2009-02-12
- Hamid Eslampour et al.Comparison of Advanced PoP Package Configurations, 2010 Electronic Components and Technology Conference (ECTC) Proceedings
- Package On Package Assembly Inspection & Quality Control Ebook, Bob Willis